# Casas a la malicia
Las casas a la malicia fueron el fruto de un delito inmobiliario en el Madrid de los siglos XVI al XVIII, provocado por los privilegios otorgados a los funcionarios de la Corte Real por la ley denominada «Regalía de aposento».

## Regalía de aposento

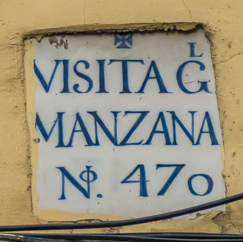
Azulejo de censo con la clave Visita G.^{L} Manzana n.º 470

La «Regalía de aposento» obligaba a todo vecino de la villa de Madrid no exento a "alojar a un funcionario del rey en la mitad de la superficie útil". La medida había sido provocada por la afluencia de familias al servicio de la Corte de Felipe II al instalarse la nueva capital española en 1561. La ley conllevaba el pago de un canon monetario de compleja recaudación, inconveniente que se intentó solucionar con la llamada Visita General de 1749, medida cuya aplicación quedaba registrada en un azulejo con la clave Visita Casa / Manzana nº (x) (azulejos que pueden verse todavía visible en muchas fachadas de edificios del casco histórico de Madrid) y que dio origen a una Planimetría y un Catastro muy detallados.

## Quien hace la ley hace la trampa
Los primeros en eludir la imposición real de la Regalía de aposento fueron los propietarios de las clases adineradas dueños de inmuebles en el Madrid convertido en Corte. Apelando al refrán castellano de que quien hace la ley, hace la trampa, consiguieron que el Concejo de la Villa dejara exentas de la carga municipal a las consideradas "casas privilegiadas", condición que podía conseguirse a cambio de favores o donación hechas a la Casa Real.

### Picaresca inmobiliaria
Las "casas a la malicia", o dicho en lenguaje del siglo XXI "casas con trampa", fueron un recurso arquitectónico de los constructores del siglo XVII a requerimiento de los propietarios de las nuevas casas, para engañar a las autoridades municipales. La picaresca inmobiliaria puesta en escena presentaba características exteriores que hacían suponer falsos interiores estrechos, incómodos y en definitiva no aptos para ser incluidos dentro del grupo de edificios que tenían que cumplir con la ley de Regalía de aposento, es decir: ceder la mitad de la casa a un funcionario de la Corte sin que tuviera que pagar alojamiento.
Los trucos y peripecias arquitectónicas más habituales eran cubrir la construcción con grandes tejados que no permitían adivinar cuántas plantas había dentro de la casa, y presentar a la vista pequeños vanos o ventanucos en un absoluto desorden arquitectónico como si fueran los huecos de luz de la fachada de un caserón a la antigua -cuando en realidad servían de respiradero a dos o más plantas para apartamentos de fácil especulación para los propietarios. Esta y otras trampas arquitectónicas, como convertir patios, corrales o callejones en superficies 'habitables', conseguían que los edificios, por su aspecto exterior, escapasen al control municipal, pasando a ser catalogados como casas de incómoda partición y por tanto exentos de ser incluidos en la citada ley de Regalía de Aposento.

## Reminiscencias

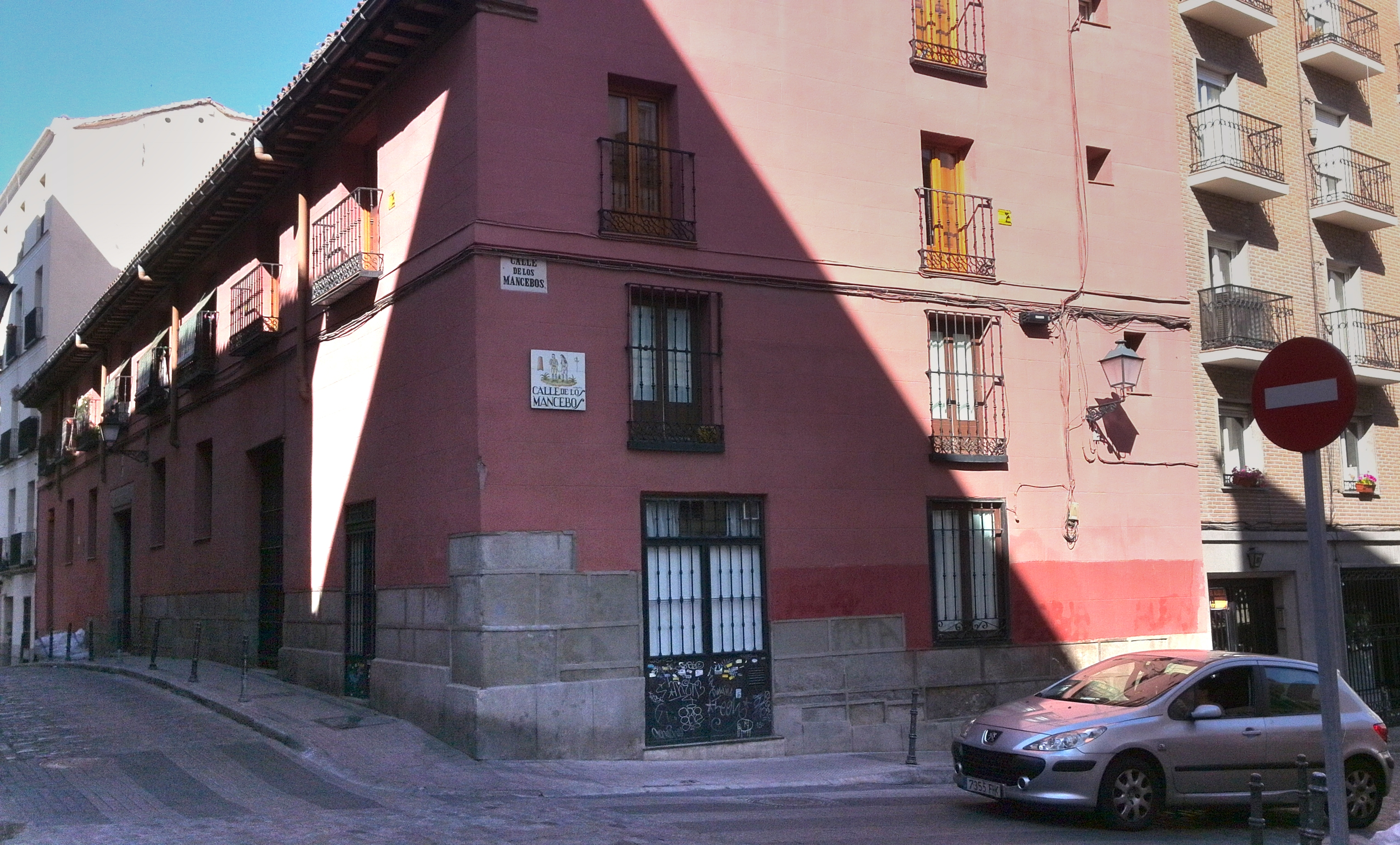
Edificio muy reformado de una antigua casa a la malicia, en la calle de la Redondilla, del Barrio de La Latina en Madrid.

Suele proponerse como ejemplo superviviente de "casa a la malicia" el edificio, bastante reformado, que en el barrio de la Morería ocupa la esquina que forman la calle de Mancebos con la de Redondilla, cuya construcción original se ha datado entre 1565 y 1590.